# باب شیفلر
باب شیفلر (به انگلیسی: Bob Scheifler) یک دانشمند علوم رایانه اهل آمریکا است. او بیشتر به خاطر رهبری کردن توسعه سامانه پنجره اکس از ابتدای آغاز به کار پروژه در سال ۱۹۸۴ تا زمان بسته شدن کنسرسیوم ام‌آی‌تی اکس در سال ۱۹۹۶، شناخته می‌شود. او بعدها تبدیل به یکی از معماران جینی در شرکت سان مایکروسیستمز شد. باب اظهار داشته که هدف او از توسعه سامانه پنجره اکس، ارتقاء بستر سیستم‌های پنجره‌بندی در کل بازار بوده است و علی‌رغم گزینش اولیه این سیستم توسط تولید کنندگان تجاری و اضافات انحصاری، سیستم پنجره‌بندی اکس در نهایت به صورت یک استاندارد و نرم‌افزار آزاد درآمد. اکس یکی از مهمترین پیاده‌سازی‌ها از یک سیستم پنجره‌بندی است و تبدیل به یک استاندارد دوفاکتو در سیستم‌عامل‌های شبه یونیکس شده است.
شیفلر لیسانس ریاضیات و فوق لیسانس علوم رایانه از دانشگاه ام‌آی‌تی دارد.